# Hans-Jürgen Zahorka
Hans-Jürgen Zahorka (* 14. Januar 1952 in Bad Mergentheim) ist ein ehemaliger deutscher Politiker (parteilos, zuvor CDU), Rechtsanwalt und Politikberater. Er war von 1984 bis 1989 Mitglied des Europäischen Parlaments.

## Leben
Nach dem Abitur studierte Zahorka Rechtswissenschaft an der Universität Tübingen und war ab 1982 als Anwalt in Sindelfingen tätig.

### Politik
Zahorka trat 1971 der CDU bei. Von 1973 bis 1976 war er Kreisvorsitzender der Jungen Union in Böblingen und von 1981 bis 1983 Landesvorsitzender der JU Baden-Württemberg. Von 1979 bis 1986 war er Kreistagsmitglied im Landkreis Böblingen. Im Zuge der CDU-Spendenaffäre verließ Zahorka im Januar 2000 die Partei.

### Mitglied des Europäischen Parlaments
Bei der Europawahl 1984 wurde Zahorka über die Landesliste Baden-Württemberg ins Europäische Parlament gewählt. Er gehörte der EVP-Fraktion an und war Mitglied des Ausschusses für Außenwirtschaftsbeziehungen sowie der Delegation für die Beziehungen zu Jugoslawien. Nach der Europawahl 1989 schied er aus dem Parlament aus.
Kurz nach seiner Wahl ins Europäische Parlament 1984 bat die Staatsanwaltschaft Stuttgart um die Aufhebung seiner Immunität, da sie wegen Verdachts der Anstiftung zum Diebstahl, Urkundenfälschung und Vergehens gegen das Ausländergesetz gegen ihn ermittelte. 1999 wurde Zahorka zu einer Haftstrafe von 15 Monaten auf Bewährung und einer Geldbuße von 10.000 Mark verurteilt, da er mehrere gestohlene Blanko-Reisepässe in seiner Kanzlei ausgefüllt und mit Fotos versehen haben soll, mit denen einer tschechischen Familie die Flucht ermöglicht worden sein soll.

### Weitere Tätigkeiten
Seit seinem Ausscheiden aus dem EU-Parlament arbeitete er als Dozent für Europäisches Recht und Wirtschaftsrecht an mehreren deutschen und europäischen Universitäten und war darüber hinaus als Berater für Regierungen in mehr als 35 Ländern sowie als Experte und Wahlbeobachter für die Europäischen Institutionen tätig. Zahorka war Herausgeber der Zeitschrift Libertas, ist Geschäftsführer des pro-europäischen Think Tanks Libertas und ist Chefredakteur des 2009 von ihm gegründeten, von Libertas bereitgestellten E-Magazins European Union Foreign Affairs Journal. Er veröffentlichte rund 80 Publikationen zu europäischen und internationalen Themen, insbesondere zur Rechtsform der Europäischen wirtschaftlichen Interessenvereinigung (EWIV).